# Jekaterina Djatsjenko
Jekaterina Vladimirovna Djatsjenko (Russisch: Екатерина Владимировна Дьяченко) (Sint Petersburg, 31 augustus 1987) is een Russisch schermster.
Djatsjenko werd in 2016 olympisch kampioen met het Russische team. Djatsjenko werd driemaal wereldkampioen met het team.

## Resultaten

### Olympische Zomerspelen
| Jaar | Plaats         | Resultaten             |
| ---- | -------------- | ---------------------- |
| 2008 | Peking         | 9e sabel 5e sabel team |
| 2016 | Rio de Janeiro | sabel team 7e sabel    |

### Wereldkampioenschappen schermen
| Jaar | Plaats    | Resultaten |
| ---- | --------- | ---------- |
| 2006 | Turijn    | sabel team |
| 2011 | Catania   | sabel team |
| 2012 | Kiev      | sabel team |
| 2013 | Boedapest | sabel team |
| 2014 | Kazan     | sabel      |
| 2015 | Moskou    | sabel team |

2008: Chomrova, Charlan, Poendyk, Zjovnir ·
2016: Djatsjenko, Gavrilova, Jegorjan, Velikaja ·
2020: Nikitina, Pozdnjakova, Velikaja ·
2024: Bakastova, Charlan, Kravatska, Komasjtsjoek